# The End of This Chapter
The End of This Chapter è il quinto album del gruppo musicale finlandese Sonata Arctica, uscito in Giappone il 24 settembre 2005, ed in seguito distribuito in tutto il mondo.
L'album è una raccolta, dopo quattro album (Ecliptica, Silence, Winterheart's Guild e Reckoning Night), quattro minicd (Successor, Orientation, Takatalvi e Don't Say a Word) e sette singoli.
Sulla copertina è presente il simbolo del gruppo, un lupo in un paesaggio invernale nel quale si notano, oltre al ghiaccio ed un faro, lo stemma dei Sonata Arctica.
L'album è stato pubblicato in due versioni: quella CD e quella DVD che, oltre alle tracce già presenti nel cd, contiene anche cinque versioni live acustiche registrate nel 2004, due dei tre video realizzati, ed un booklet con la storia dei Sonata Arctica ed informazioni sul Sonata Arctica Museum.
Tutti i testi sono stati scritti da Tony Kakko e arrangiati dall'intero gruppo.

## Tracce
Testi e musiche di Tony Kakko.
1. ...of Silence – 1:17
2. Weballergy – 4:43
3. 8th Commandment – 3:41
4. FullMoon – 5:08
5. Ain't Your Fairytale – 5:18
6. UnOpened – 3:43
7. Abandoned, Pleased, Brainwashed, Exploited – 5:37
8. Don't Say A Word (edit) – 4:17
9. Victoria's Secret – 4:43
10. Blank File – 4:05
11. My Land – 4:37
12. Black Sheep – 3:42
13. Wolf & Raven – 4:18
14. San Sebastian (original) – 4:46
15. The Cage – 4:37
16. The End Of This Chapter – 7:01
17. Draw Me (instrumental) – 4:10

DVD live acustico nell'edizione speciale
1. My Land – 4:46
2. Mary-Lou – 3:45
3. Replica – 3:54
4. Victoria's Secret/Letter To Dana – 4:10
5. Jam – 0:56
6. Wolf & Raven – 4:17 – Videoclip
7. Broken (live) – 5:28 – Videoclip

## Formazione
- Tony Kakko - voce
- Jani Liimatainen - chitarra
- Tommy Portimo - batteria
- Marko Paasikoski - basso
- Henrik Klingenberg - tastiera

## Produzione
- Registrato a Tico Tico studio da Ahti Kortelainen.
- Mixato ai Finnvox Studios da Mikko Karmila
- Masterizzato ai Finnvox Studios da Mika Jussila
- Artwork a cura di Janne "ToxicAngel" Pitkänen
- Foto della band a cura di Toni Härkönen